# Arturo Menéndez López
Arturo Menéndez López (1893 – 1936) va ser un militar espanyol que va destacar durant el període de la Segona República.

## Biografia
Fill de militar, seguiria també els passos del seu pare igual que els seus germans Leopoldo i Emilio, que també estarien molt relacionats amb l'àmbit castrense.
Va fer carrera militar i va arribar al rang de capità d'artilleria. A la fi de 1930 va formar part de la conspiració republicana contra la Monarquia.
Després de la proclamació de la Segona República, es va convertir en cap superior de policia a Barcelona. En 1932 va ser nomenat Director General de Seguretat pel govern de Manuel Azaña. Al capdavant d'aquest lloc va tenir un destacat paper durant «la Sanjurjada», aconseguint desactivar l'intent colpista. No obstant això, la seva imatge va quedar tocada després dels fets de Casas Viejas i va haver de dimitir per l'enorme pressió a la qual es va veure sotmès. Quan Menéndez va enviar un grup Guàrdies d'Assalt al comandament del capità Rojas perquè acabés amb la insurrecció, va ordenar a Rojas que obrís foc «sense pietat contra tots els que disparessin contra les tropes».
Al maig de 1936 va ser nomenat Comissari de l'Estat en la Companyia Nacional dels Ferrocarrils de l'Oest. Quan el 18 de juliol es va produir el cop d'estat contra la República, Menéndez López es trobava de viatge en l'Exprés Barcelona-Madrid. A l'altura de Calataiud el tren va ser detingut per les forces rebels i Menéndez López va quedar capturat. Reconegut militar esquerrà, posteriorment seria traslladat a rereguarda i afusellat.